# ファストロープ器材

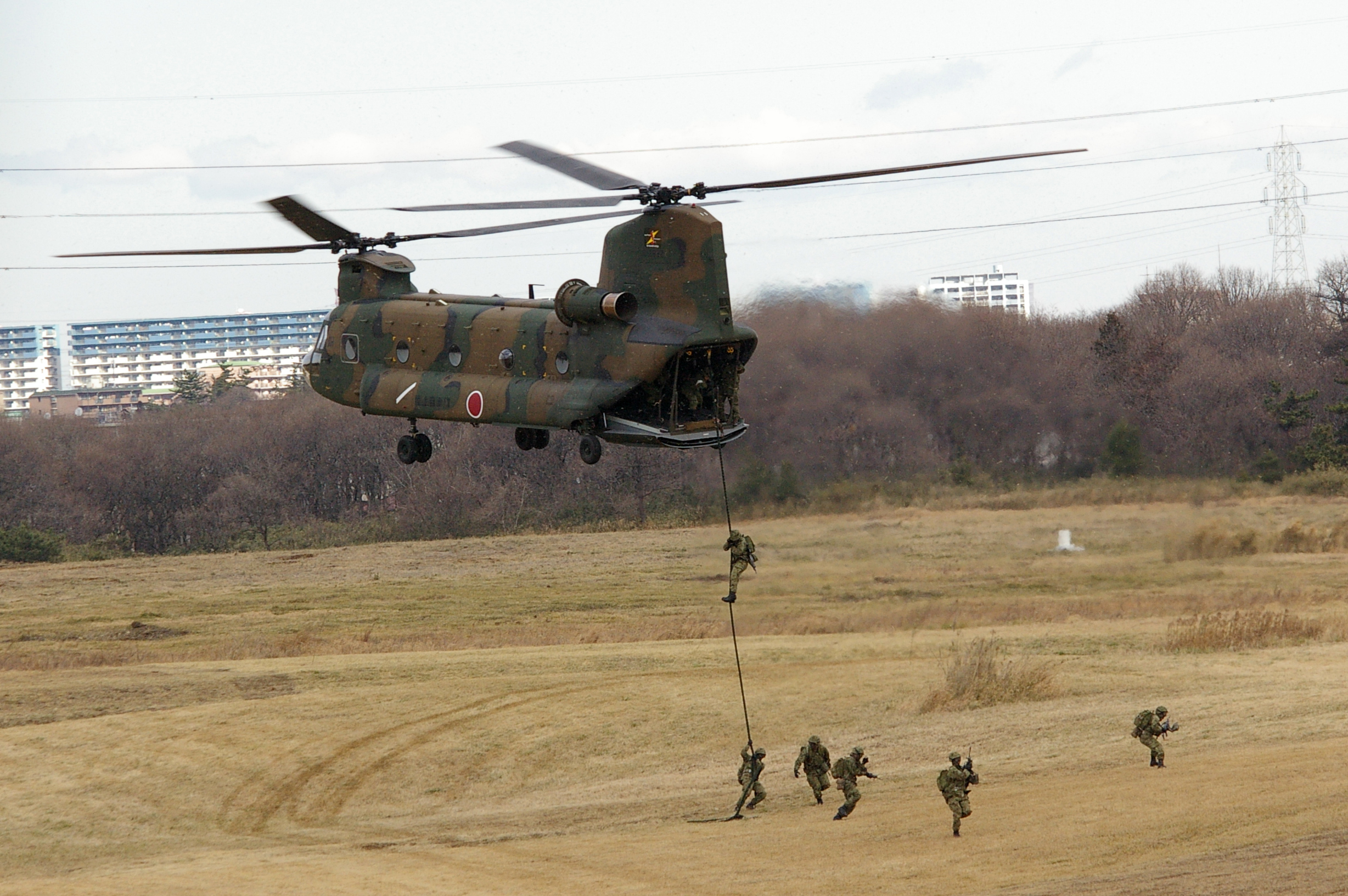
第1空挺団によるファストロープ降下

ファストロープ器材（ファストロープきざい）は、陸上自衛隊の装備。ヘリコプターからファストロープ降下する際に使用する器材一式。

## 配備
陸上自衛隊の特殊作戦群・第1空挺団・水陸機動団・普通科教導連隊・第12旅団、海上自衛隊の特別警備隊に配備されている。それ以外には海上保安庁、警視庁にも同様の装備がある。

## 構成
- 25mロープ2本
- 各種航空機に取り付ける架台
- 手袋
- カラビナ
- 離脱用ハーネス（スパイリギング）

## 特徴
ファストロープ降下の特徴としては、両手両足でロープをしっかり保持し、1本のロープで複数人が短間隔で降下でき、着地後は命綱などが無いため解脱に時間が掛からず迅速に離脱展開ができる。
通常のラペリング降下は必ず命綱やカラビナを使用するため、降下前の準備に時間が掛かり、降下中は摩擦が強くバランスを崩せば途中で停止したりブレーキができず事故につながる可能性もあり、事前に反復演練しなければ円滑に降下・着地後の解脱・離脱が迅速に実施できない。
ファストロープ降下の訓練方法は、まず目前に垂れ下がったロープに両手のみで掴まり25秒間この体勢を保持する（これに合格しなければファストロープ降下は不可能）その後、命綱を付けて段階的に高さが増し、両手保持の感覚を身につけ「鐙（あぶみ）」と呼ばれる両足とロープをからめとって停止する方法を学び、最終的に命綱無し・完全武装・短間隔による連続降下を実施。計最低10回を修了しなければならない。